# 宗聖公祠
22°40′02″N 120°29′29″E / 22.667280°N 120.491484°E
宗聖公祠，是位於臺灣屏東縣屏東市勝豐里的曾姓客家宗祠，1930年落成，今列屏東縣定古蹟。

## 建築風貌

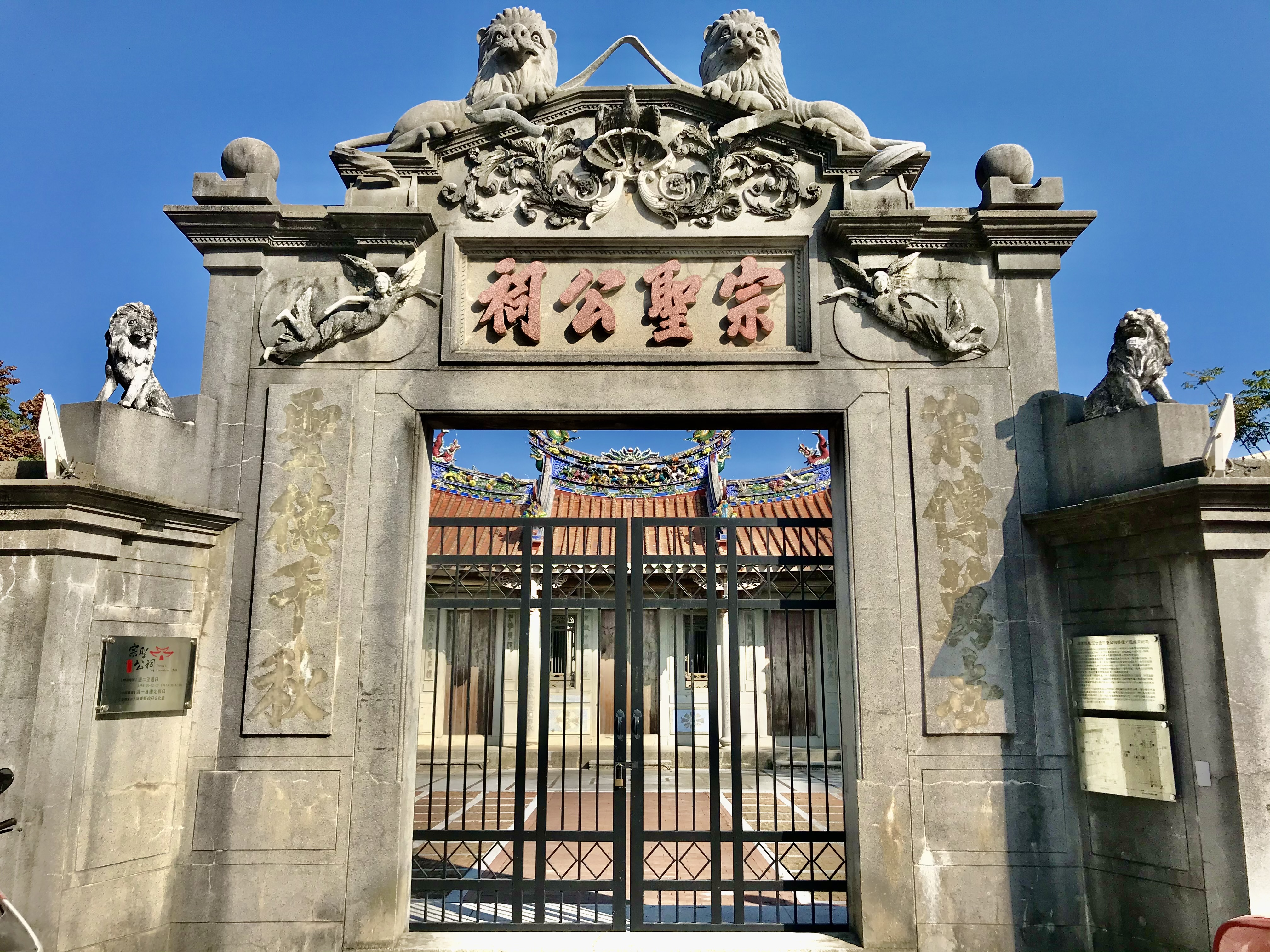
宗聖公祠大門

宗聖公祠格局為二堂二橫式四合院，占地連同後側化胎約500坪。建物之所以含巴洛克風格，是曾氏家族仿造原鄉祖祠的設計。建材以福州柳杉、紅磚、洗石子、泉州白石等交錯使用。木結構由大木匠師葉金萬承造、彩繪則由陳玉峰、邱鎮邦、蘇濱庭等。其餘燕尾剪黏、火型、水型馬背、交趾陶、銅瓦簷花、瓜銅鳥踏則出自唐山師父之手。建材還具當年少見的鋼筋混凝土，這在該年代是相當時髦的設計。兩側屋頂還設有涼亭，可乘涼遠眺。
正殿奉祀宗聖公曾子，左祀夏禹，右祀曾點。祠堂特設有多處房間，提供給族人暫住用。因配合曾子為孔子弟子，內部的金農體隸書、小篆、竹葉字等對聯以教人守身養志為主旨。

## 歷史

### 建立原因
宗聖公祠是1927年由住在長興的秀才曾寶琛首倡，邀由曾裕振祭祀公業與曾啟蒼公嘗為主要資金來源興建，1930年落成。建立原因是考量早年交通不便，此祠堂可以作至屏東市求學、看病、迎神的曾姓鄉親暫住。他們分為南山戶、端塘戶、蓼坡戶、黃坑戶、九嶺戶、西山戶這6支脈，皆是曾裕振派下衍生的曾天秩、曾天禎兩房後裔在六堆繁衍而成。建物雖是六堆客家曾姓所建，但當時屏東市無客家大量聚落，直到1935年關刀山大地震後才有北臺灣的客家人安置到屏東市。

### 管理失當

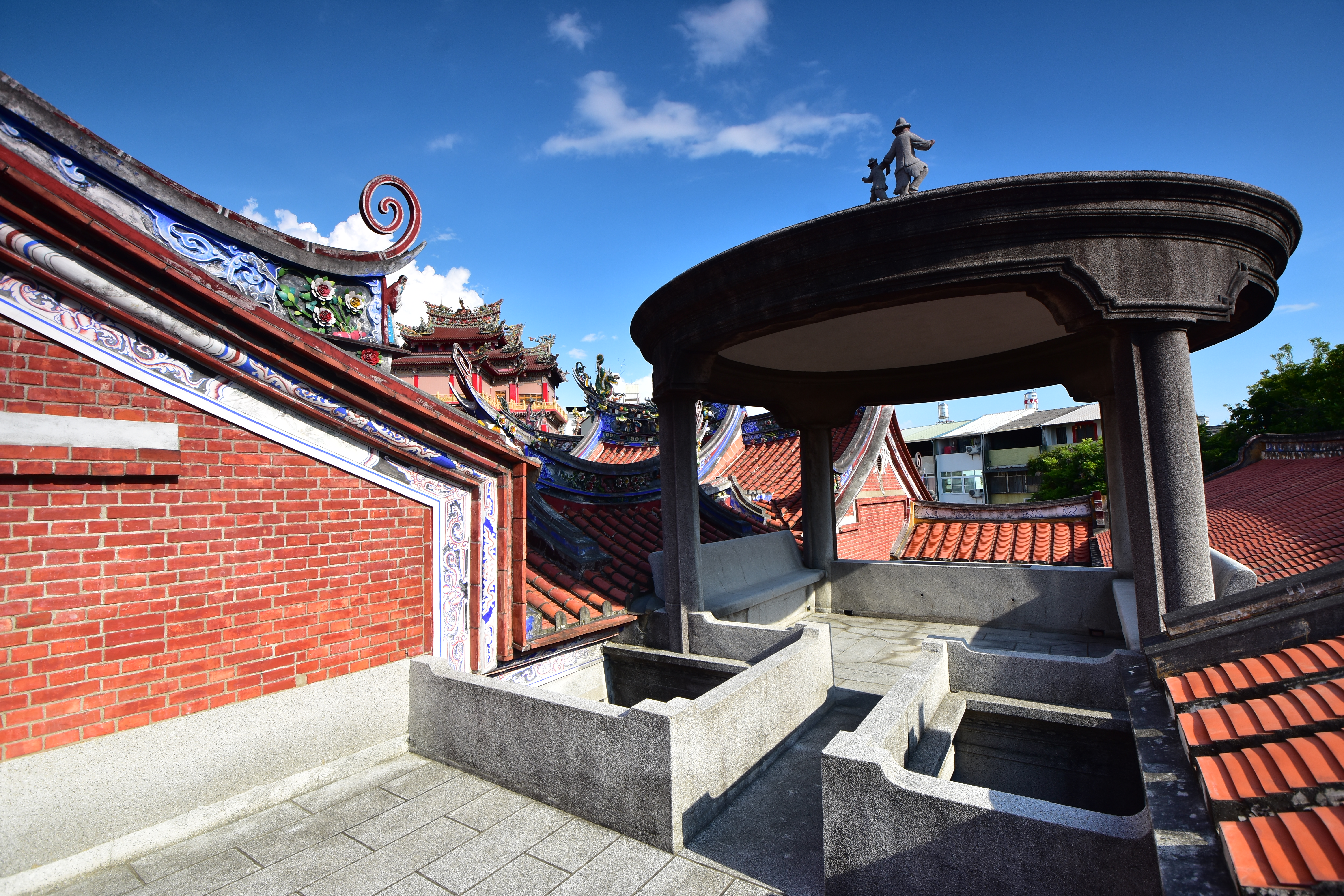
宗聖公祠涼亭

宗聖公祠原先管理者是曾阿才，屬於西山戶，他兒子曾君齊在4歲祠堂建好時就定居在此。
為管理宗聖公祠40甲的嘗田，曾裕振祭祀公業與曾啟蒼公嘗在1939年12月11日合併為曾裕振土地株式會社，1954年11月17日再改為宗聖公祠管理委員會。宗聖公祠在戰後時期，則由西山戶子孫管理。但在1950年代因耕者有其田等政策與管理糾紛，嘗田大量流失，連占地1107坪的宗聖公祠泮池都失去，到1962年嘗田僅剩2.04甲。
之後，因產權複雜而積欠土地稅，加上滯納金在2001年就達新台幣460餘萬元。管理委員會長年未運作下，繼承的管理者曾君齊缺少金錢維護。宗聖公祠失修下不只淪為廢棄物的堆置場，還有人進入飼養鴕鳥。

### 文資保護

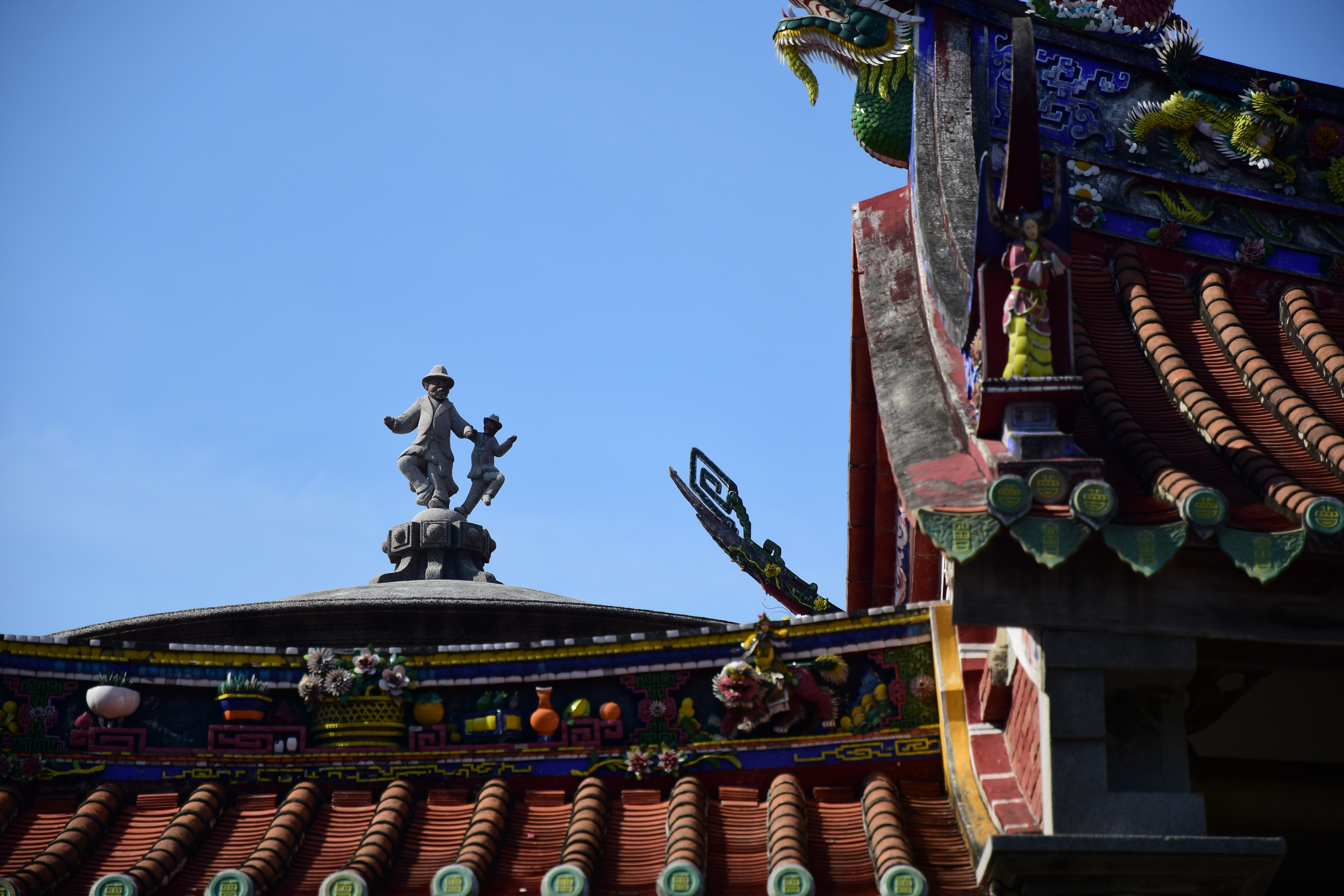
宗聖公祠屋頂裝飾

2001年1月6日下午，曾家子孫曾喜城在屏東縣政府文化局5樓舉行說明會，表示經曾貴海等人奔走，已徵得該宗祠擁有股權的曾氏子孫過半數同意，近期內會向縣府申請將宗聖公祠列作古蹟。2月22日，文化局長洪萬邀請高苑技術學院教授簡炯仁、副縣長吳應文、洪萬隆、立委曹啟鴻、曾貴海等曾姓宗親下展開公聽會。在137名所有權人無條件同意下，宗聖公祠於次年1月8日列為縣定古蹟。
2002年2月19日，內政部民政司專門委員黃正雄在曾紀恩、曾煥德、曾喜城等宗親人陪伴下前來會勘，允諾補助經費擬定修護計畫。曾紀恩祖父曾作霖就有在宗聖公祠留有竹葉字書法作。3月25日，內政部函告屏東縣政府，告知已先編列宗聖公祠的維修費105萬元，以先在雨季前搶修。
2006年恆春地震後，曾貴海等人發現宗聖公祠受損嚴重，於是奔走搶救。8月14日，文化局長徐芬春表示，按照《文化資產保存法》規定，整修須曾氏祭祀公業出20%配合款，若他們同意將土地和地上物捐給縣政府，即可改為公有古蹟，整修經費3000多萬元皆由政府負擔。後因捐贈未果，改由縣府出資2700萬元辦理土地及地上物徵收、再由文建會核定補助7200萬元，因此宗聖公祠便成為首座由屏東縣政府徵收的縣定古蹟。
2010年2月10日，動工。2012年5月3日，縣長曹啟鴻主祭上樑大典。2013年8月5日，曹縣長與氏宗親共同舉行落成大典。此次修復獲得第13屆公共工程金質獎建築類「優等」，也是該年唯一入選的古蹟修復工程案。